# Kaunia (underdistrikt i Bangladesh)
Kaunia är ett underdistrikt i Bangladesh. Det ligger i den norra delen av landet, 250 km norr om huvudstaden Dhaka.
Trakten runt Kaunia består till största delen av jordbruksmark. Runt Kaunia är det mycket tätbefolkat, med 1 692 invånare per kvadratkilometer.